# Micaria yunshani
Espèce
Micaria yunshani est une espèce d'araignées aranéomorphes de la famille des Gnaphosidae.

## Distribution
Cette espèce est endémique du Tibet en Chine,. Elle se rencontre dans le xian de Nyalam.

## Description
Le mâle holotype mesure 4,51 mm et la femelle paratype 5,44 mm.

## Systématique et taxinomie
Cette espèce a été décrite par Liu et Zhang en 2025.

## Étymologie
Cette espèce est nommée en l'honneur de Yun-shan Yang.

## Publication originale
- Liu & Zhang, 2025 : « Revision of the genus Micaria Westring, 1851 from China (Araneae: Gnaphosidae). » Zootaxa, no 5645(1), p. 1-114.